# Леон-и-Гама, Антонио де
Антонио де Леон-и-Гама (исп. Antonio de León y Gama; 1735[…], Мехико, Испанская империя — 12 сентября 1802[…], Мехико, Испанская империя) — астроном, антрополог и писатель. Учёный, которого называют отцом мексиканской археологии. Первым обследовал обнаруженный в 1790 году в Мехико ацтекский Камень Солнца и написал об этом эссе.

## Биография
Сын юриста. Родился в Мехико, где провёл всю жизнь. Его отец был автором книги о договорах. Мать умерла при родах. В 1753—1755 Антонио учился в иезуитской школе права, откуда выпустился, получив степень. По отзывам современников, жил бедно. В результате самообразования освоил математику и астрономию, в результате чего стал, по мнению современника, «одним из лучших астрономов Мексики своего времени». Сотрудничал с другим новоиспанским (мексиканским) энтузиастом астрономии и медицины Хосе Игнасио Бартолаче.

## Работы
Написал труды по медицине, истории и астрономии.

### Публикации
- Астрономия:
  - Calendario 1771
  - Calendario 1772
  - Descripción orthográphica universal del eclipse de sol del día 24 de junio de 1778 // Gaceta Mexicana
  - Discurso sobre la luz septentrional que se vio en esta ciudad el día 14 de noviembre de 1789 // Gaceta Mexicana
  - Disertación física sobre la materia y formación de las auroras boreales (физическая диссертация о происхождении полярных сияний), 1790.
  - Carta a un amigo // Gaceta Mexicana, 1801 (письмо другу о счислении столетий).
- Медицина:
  - Instrucción sobre el remedio de las lagartijas, 1782 (стенные ящерицы как возможное лекарство от рака)
  - Respuesta satisfactoria, 1783.
- История:
  - Descripción histórica y cronológica de las dos piedras que con ocasión del nuevo empedrado que se está formando en la plaza principal de México, se hallaron en ella el año de 1790
  - Compendio de la historia antigua de la Nueva España, desde sus primeros pobladores hasta despúes de la conquista; deducido de la pinturas de los indios, de los mejores manuscritos que dejaron estos así en su idioma como en nuestro castellano y de otros documentos originales donde se refutan varias relaciones históricas.